# AC Paranavaí
AC Paranavaí is een Braziliaanse voetbalclub uit de stad Paranavaí in Paraná. 

## Geschiedenis
De club werd opgericht in 1946. In 1960 speelde de club voor het eerst in de hoogste klasse van de staatscompetitie. De club speelde er tot 1984 met af en toe een jaar onderbreking en daarna opnieuw van 1990 tot 1997, uitgezonderd seizoen 1992. 
Na enkele jaren afwezigheid keerde de club terug in 2003. In 2007 werd de club staatskampioen, nadat ze in de halve finale Coritiba en in de finale Paraná versloegen. Hierdoor plaatsten ze zich voor de Série C 2007, waar ze laatste werden in de groepsfase. De club mocht ook aantreden in de Copa do Brasil 2008, waar ze in de eerste ronde Águia Negra uitschakelden. In de tweede ronde verloren ze van Corinthians Alagoano.
De volgende jaren eindigde de club meestal in de middenmoot tot een degradatie volgde in 2013. In 2015 maakte de club kans op promotie, maar verloor in de halve finale van Toledo Colônia. In 2016 kregen ze negen strafpunten voor het opstellen van een niet-speelgerechtigde speler, waardoor ze van de derde naar de laatste plaats tuimelden. In 2017 plaatste de club zich voor de tweede groepsfase, waar ze tweede werden achter Maringá. 

## Palmares
Campeonato Paranaense
2007